# Huta Szkła w Dubecznie
Huta Szkła Dubeczno – huta produkująca szkło gospodarcze i wyroby z niego. Znajduje się ona w miejscowości Dubeczno.

## Historia
Huta została założona ok. 1755 roku. Wybudował ją i jej pierwszym właścicielem był J. Schuldberg. Wiąże się z tym legenda - założyciel wybudował hutę na mrowisku, ponieważ uważał, że będzie tam przychodziło wielu ludzi, tak jak mrówki do mrowiska. W późniejszym czasie odziedziczył ją jego syn. W czasach okupacji niemieckiej budynek został zbombardowany i spalony. Odbudowa huty trwała około 2 lat. W latach ok. 1959–1998 huta działała w ramach Lubelskich Hut Szkła. W 1998 roku w wyniku prywatyzacji LHS, właścicielem został prywatny przedsiębiorca z Pacanowa. 
W maju 2025 roku zgromadzenie wspólników podjęło decyzję o likwidacji spółki.

## Właściciele
Lista właścicieli huty szkła w Dubecznie:
- 1755 - do 1939 - rodzina Schuldbergów (założyciel J.; Olga; syn J. Schuldberga)
- 1939 - 1944 - ruiny huty zajęli niemieccy okupanci
- 1946 - ok. 1947 - Baranowski (imię nieznane)
- 1947 - 1959 - huta została upaństwowiona
- 1959 - 1998 - struktury Lubelskich Hut Szkła
- 1998 - 2025 - spółka z o.o.
- 2025- zakończenie działalności